# Дауэр, Лора
Лора Дауэр (англ. Laura Dower) — американская писательница, более всего известная своей серией книг о Мэдисон Финн.
Лора Дауэр является автором более 60 книг для детей и подростков. Ранее она издавала литературу для старших детей, пока не стала сама писать книги. Дауэр была внештатным автором с 1999 года. Кроме книг писательница также делает и комиксы, часто с жёсткими образами девушек, которые были популярны в различных американских изданиях. Иногда Дауэр публикуется, подписываясь псевдонимом Джо Харли.